# Termini Imerese
Termini Imerese – miejscowość i gmina we Włoszech, w regionie Sycylia, w prowincji Palermo. W miejscowości znajduje się otwarta w 1970 roku fabryka Fiata, lecz od 2011 roku jest ona zamknięta. Według danych na rok 2012 gminę zamieszkiwało 27 062 osób, 348,83 os./km².